# Universidade Federal do Maranhão
Die Universidade Federal do Maranhão (abgekürzt UFMA; auf Deutsch: Bundesuniversität von Maranhão) ist eine bundesstaatliche Universität im Bundesstaat Maranhão, Brasilien. Sie wurde am 21. Oktober 1966 gegründet, der Hauptcampus befindet sich in São Luís. Die UFMA unterhält weitere Campi in den Städten Bacabal, Balsas, Chapadinha, Codó, Grajaú, Imperatriz, Pinheiro und São Bernardo.